# Абандзе

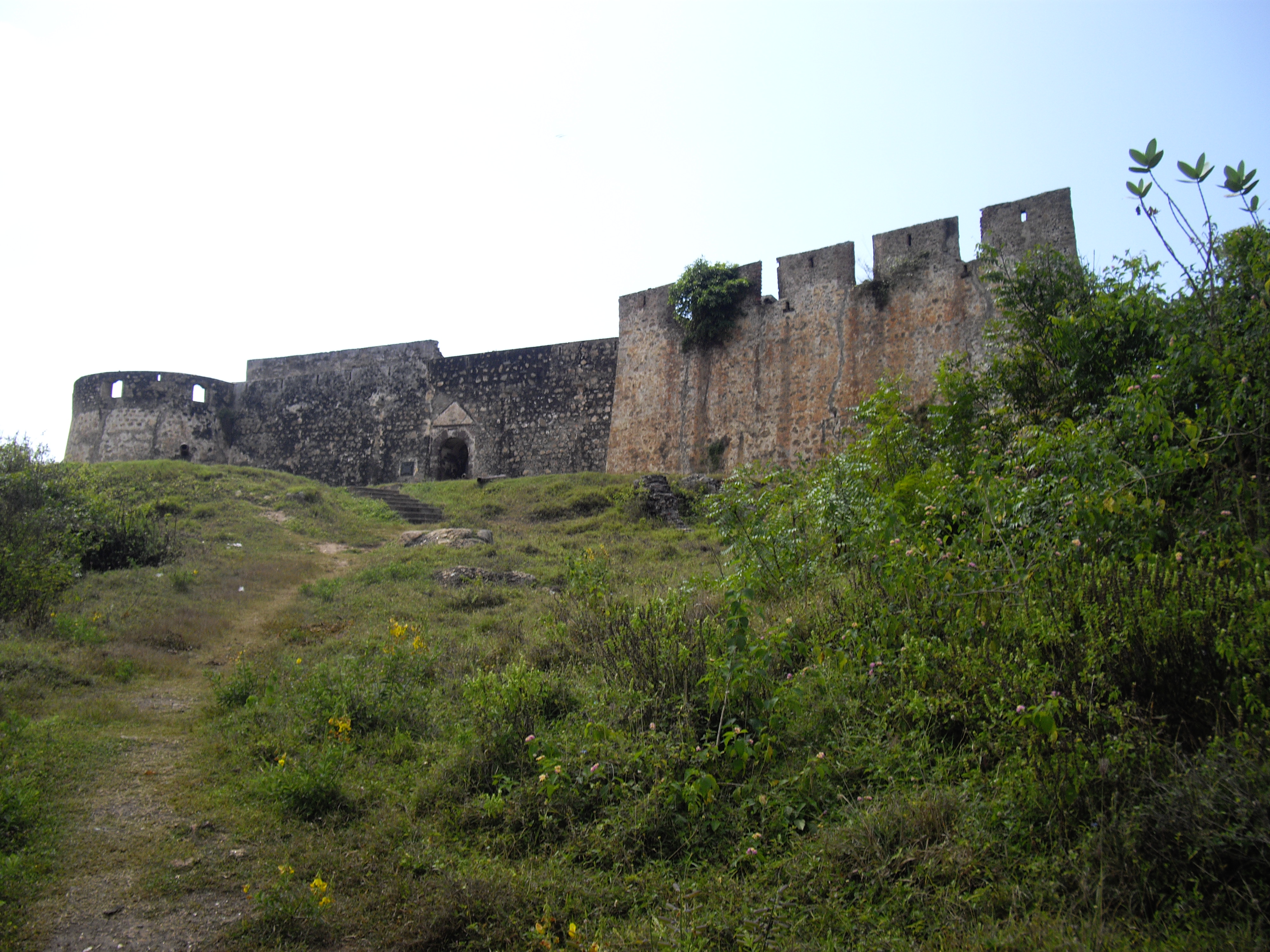
Форт в Абандзе

Абандзе — маленьке містечко поруч з Атлантичним океаном на березі Гани, розташоване поруч з Кейп-Кост в Центральній області Гани. На 2010 рік, населення становить  3,632 чол. Поруч знаходиться Голландський Форт Амстердам, побудований в 1598 році. Форт був реконструйований британськими поселенцями, і перейменований в  Форт Йорк, в 1645. У 1665 році він був відновлений голландцями і знову отримав свою первісну назву. Довгий час Форт був занедбаний, але згодом його частково реконструювали, також форт відомий як Форт Кормантін.

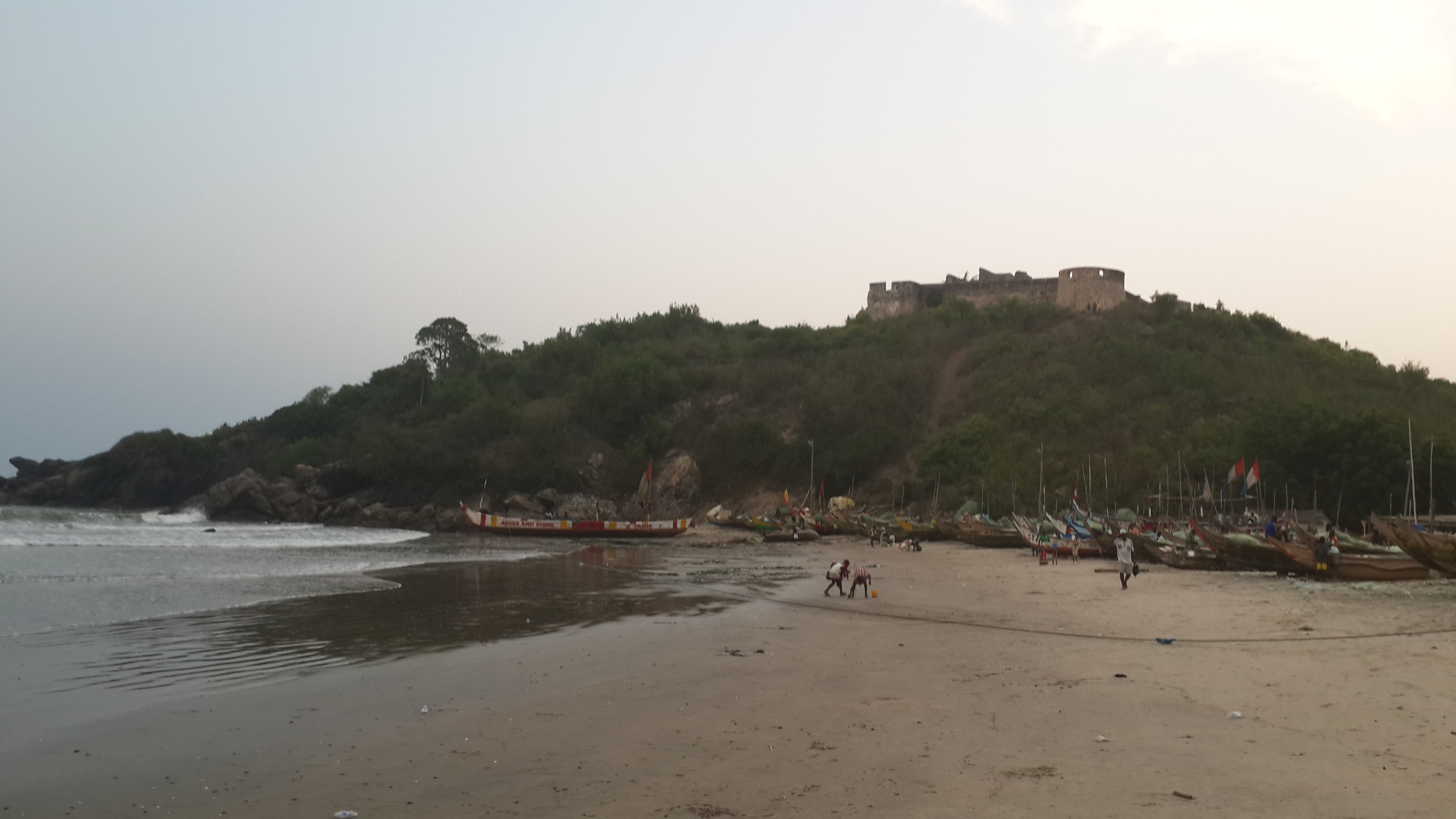
Пляж Абандзе

Більшість людей, які живуть в Абандзе, є рибалки та їх жінки.